# 万声扬
万声扬（1878年—1940年），亦名午亭，号武定，湖北黄陂人。
万声扬于1902年赴日本东京弘文学院留学。1905年加入同盟会。1909年回国后，先后任两湖优级师范理化专科学堂堂长、支郡范学堂丁堂监学，同时积极参加革命活动，并在武昌创立数学研究会。武昌起义后，曾任湖北军政府顾问、黄兴总司令部秘书等职。南京临时政府成立后，又任陆军部秘书。其后，任教于国立北京农业大学、陆军大学。1922年回到湖北，受聘为汉口商场督办汤芗铭的总务处长。1926年北伐军占领武昌后，先后任湖北政务委员会军政股股长兼拆城办事处主任、陆海空军总司令部武汉行营办公厅科长、驻鄂特派绥靖主任公署办公厅科长。1932年4月至10月间，担任了6个月的汉口市市长。1940年，在重庆北碚逝世。